# Donhierro
Donhierro – gmina w Hiszpanii, w prowincji Segowia, w Kastylii i León, o powierzchni 17,22 km². W 2011 roku gmina liczyła 116 mieszkańców.